# Tephritis darjeelingensis
Tephritis darjeelingensis
 es una especie de insecto díptero que Agarawal, Grewal y otros describieron científicamente por primera vez en el año 1992.
Esta especie pertenece al género Tephritis de la familia Tephritidae.